# Joachim Pierzyna
Joachim Pierzyna (ur. 20 sierpnia 1939) – polski piłkarz, obrońca.
Był ligowym piłkarzem Polonii Bytom. W jej barwach w 1962 został mistrzem Polski. W reprezentacji Polski wystąpił tylko raz, w rozegranym 11 października 1962 spotkaniu z Marokiem, które Polska zremisowała 1:1.
Grał także w USA, w barwach St. Louis Stars oraz Dallas Tornado.